# Blasticorhinus hoenei
Blasticorhinus hoenei là một loài bướm đêm trong họ Noctuidae.